# Pogesanien

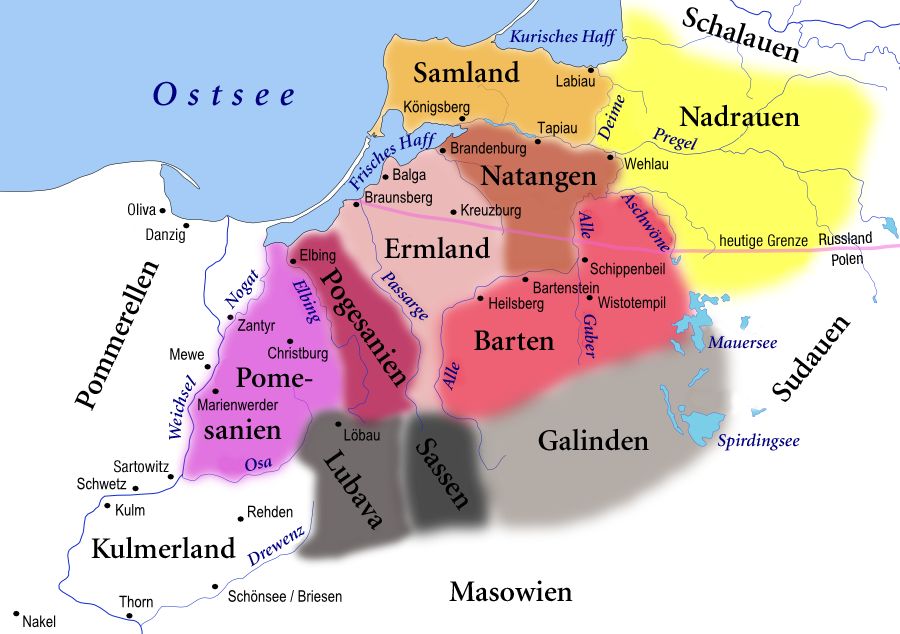
Altpreußische Landschaften und Stämme

Pogesanien (polnisch Pogezania) ist das Gebiet eines der zwölf prußischen Stämme. Der Name kann als prußisch *pa-gudian gedeutet werden, was wörtlich „hinter dem Strauchwerk“ bedeutet und damit eine mit Buschwald bestandene Region beschreibt. Die bedeutendste Stadt ist Elbląg (Elbing).
Der größte Teil Pogesaniens, mit den Städten Młynary (Mühlhausen), Morąg (Mohrungen), Pasłęk (Preußisch Holland) und Miłakowo (Liebstadt) – aber ohne den nördlichsten Teil, der die Städte Elbląg (Elbing) und Tolkmicko (Tolkemit) umfasst, sowie ohne Land Gudikus mit der Städte Braunsberg und Heilsberg, die dem Fürstbistum Ermland angegliedert wurde – wird auch Hockerland (polnisch Hockerlandia) genannt.

## Kulturregion und Dialektgebiet Hockerland

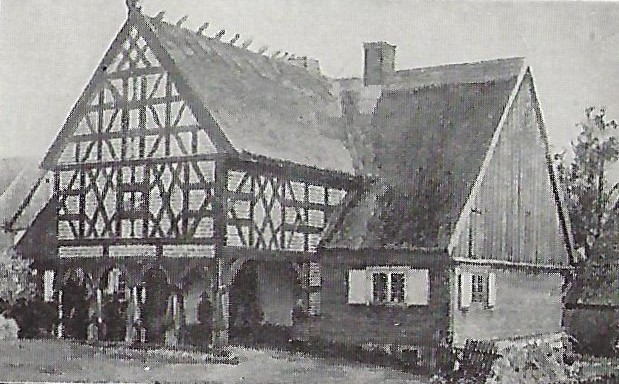
Oberländisches Bauernhaus in Kahlau

Der Sage nach war Hoggo der zehnte Sohn des Königs Widowuto und erhielt das Land „zwischen Weseke, Bassaro, Drusino (Drausen)“. Nach ihm oder nach seiner Tochter Poggezana soll es „Hoggerland“ (Hockerland) benannt worden sein. Hoggo baute sich eine Feste Schafsberg. Ein Pruße namens Hoggo ist urkundlich nicht belegt. Der Name erscheint erstmals 1287 in Ordensurkunden als Pogusania, so wie ihn die Ritter wohl von ihren polnischen Verbündeten gehört hatten. Später wird die Region terra Pagudinensis genannt. Pogesanien wurde von Braunsberg aus erobert, 1241 wurde Heilsberg angelegt, aber später wurden diese Städte als Teil der Land Gudikus an das Fürstbistum Ermland angegliedert. Im 15. und 16. Jahrhundert ist der Name Hoggerland oder Hockerland für einen Teil Pogesaniens gebräuchlich. Nach Frischbier (siehe Literatur) bezeichnet er die „Höhe“, im Gegensatz zur Niederung (Unteres Weichesltal). Das Gebiet umfasste die Landkreise Preußisch Holland und Mohrungen, mit Ausnahme Saalfelds und Alt Christburgs.